# Camillo Melzi
Camillo Melzi Malingegni (Milano, 12 dicembre 1590 – Roma, 21 gennaio 1659) è stato un cardinale e arcivescovo cattolico italiano.

## Biografia

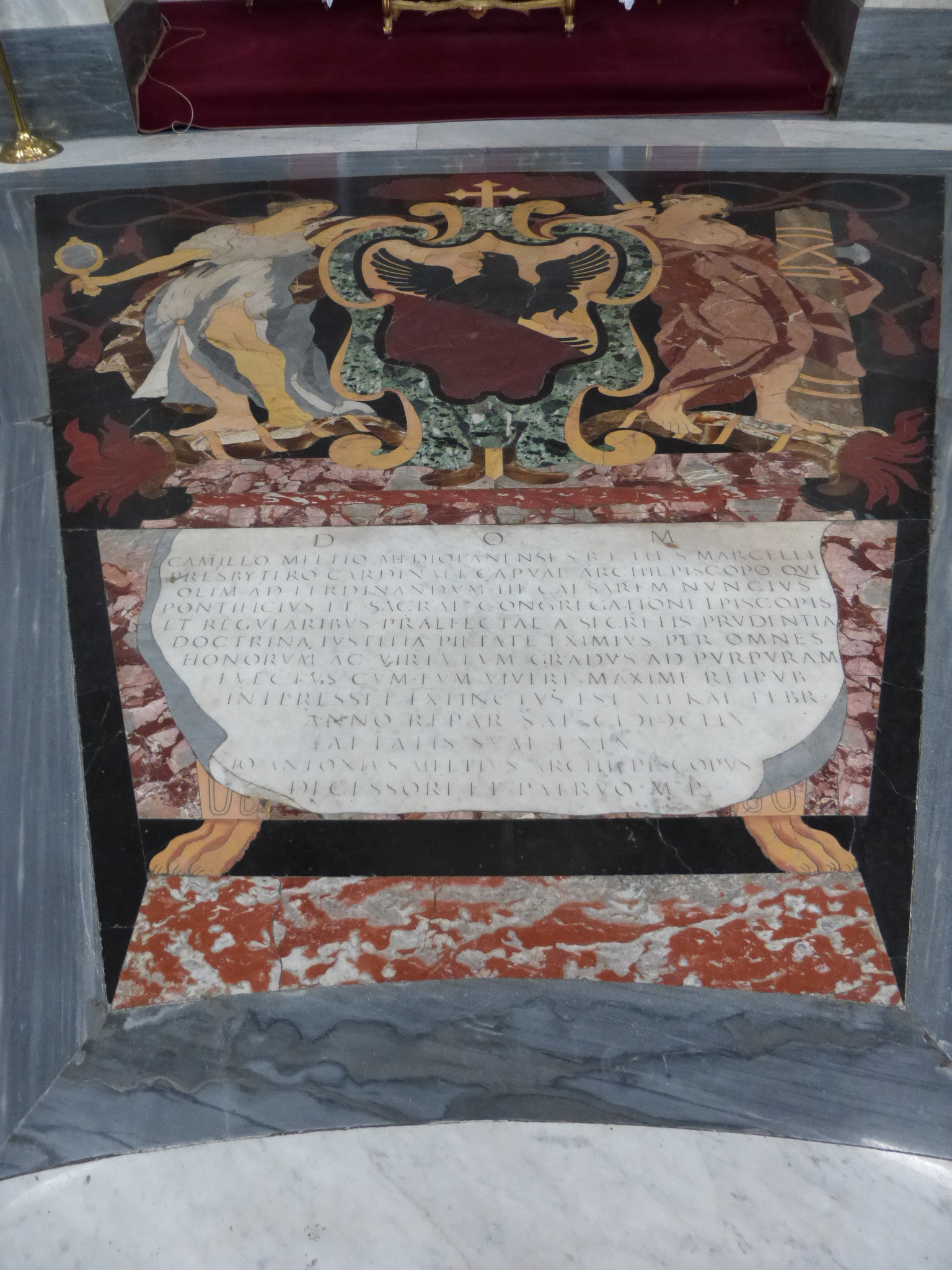
Tomba del cardinale Melzi in Sant'Andrea al Quirinale

Nacque a Milano il 12 dicembre 1590 dalla nobile famiglia milanese dei Melzi Malingegni.
Figlio di Gian Antonio, abate della corporazione dei mercanti e membro del governo municipale milanese, e di sua moglie, la nobile Livia Litta, fu dichiarato idoneo a ricevere la prima tonsura già dal luglio 1604.
Studiò a Bologna, Pavia e Parma dove nel 1614 si laureò in utroque iure.
Elevato alla porpora cardinalizia il 9 aprile 1657 per mano di Alessandro VII, ottenne il titolo cardinalizio di San Marcello.
Dal 1636 al 1659 fu arcivescovo di Capua e dal 1644 al 1652 nunzio apostolico a Vienna.
Morì nel 1659 all'età di 68 anni e fu sepolto in Sant'Andrea al Quirinale a Roma.
Due anni dopo la morte il nipote Giovanni Antonio gli succedette sulla cattedra arcivescovile di Capua.

## Genealogia episcopale e successione apostolica
La genealogia episcopale è:
- Cardinale Guillaume d'Estouteville, O.S.B.Clun.
- Papa Sisto IV
- Papa Giulio II
- Cardinale Raffaele Sansone Riario
- Papa Leone X
- Papa Paolo III
- Cardinale Francesco Pisani
- Cardinale Alfonso Gesualdo di Conza
- Papa Clemente VIII
- Cardinale Pietro Aldobrandini
- Cardinale Laudivio Zacchia
- Cardinale Antonio Barberini, O.F.M.Cap.
- Cardinale Fausto Poli
- Cardinale Camillo Melzi

La successione apostolica è:
- Vescovo Giacomo Filippo Bescapé (1657)

## Albero genealogico
|                                   |                         |                     | Genitori             |  |  | Nonni |  |  | Bisnonni                  |  |  | Trisnonni              |  |
|                                   |                         |                     |                      |  |  |       |  |  | Agostino Melzi Malingegni |  |  | Luigi Melzi Malingegni |  |
|                                   |                         |                     |                      |  |  |       |  |  | Agostino Melzi Malingegni |  |  | Luigi Melzi Malingegni |  |
|                                   |                         | Elisabetta Crivelli |                      |  |  |       |  |  | Agostino Melzi Malingegni |  |  |                        |  |
| Luigi Melzi Malingegni            |                         |                     |                      |  |  |       |  |  | Agostino Melzi Malingegni |  |  |                        |  |
|                                   |                         | Margherita Vitaloni | …                    |  |  |       |  |  |                           |  |  |                        |  |
|                                   |                         | Margherita Vitaloni | …                    |  |  |       |  |  |                           |  |  |                        |  |
|                                   |                         | Margherita Vitaloni | …                    |  |  |       |  |  |                           |  |  |                        |  |
| Giovanni Antonio Melzi Malingegni |                         | Margherita Vitaloni |                      |  |  |       |  |  |                           |  |  |                        |  |
|                                   |                         | …                   | …                    |  |  |       |  |  |                           |  |  |                        |  |
|                                   |                         | …                   | …                    |  |  |       |  |  |                           |  |  |                        |  |
|                                   |                         | …                   | …                    |  |  |       |  |  |                           |  |  |                        |  |
| Antonia Aliprandi                 |                         | …                   |                      |  |  |       |  |  |                           |  |  |                        |  |
|                                   |                         | …                   | …                    |  |  |       |  |  |                           |  |  |                        |  |
|                                   |                         | …                   | …                    |  |  |       |  |  |                           |  |  |                        |  |
|                                   |                         | …                   | …                    |  |  |       |  |  |                           |  |  |                        |  |
| Camillo Melzi Malingegni          |                         | …                   |                      |  |  |       |  |  |                           |  |  |                        |  |
|                                   | Giovanni Battista Litta | Alberto Litta       |                      |  |  |       |  |  |                           |  |  |                        |  |
|                                   | Giovanni Battista Litta | Alberto Litta       |                      |  |  |       |  |  |                           |  |  |                        |  |
|                                   | Giovanni Battista Litta | Donnina Busti       |                      |  |  |       |  |  |                           |  |  |                        |  |
| Camillo Litta                     | Giovanni Battista Litta |                     |                      |  |  |       |  |  |                           |  |  |                        |  |
|                                   |                         | Massimilla Archinto | Alessandro Archinto  |  |  |       |  |  |                           |  |  |                        |  |
|                                   |                         | Massimilla Archinto | Alessandro Archinto  |  |  |       |  |  |                           |  |  |                        |  |
|                                   |                         | Massimilla Archinto | Ippolita Della Croce |  |  |       |  |  |                           |  |  |                        |  |
| Livia Litta                       |                         | Massimilla Archinto |                      |  |  |       |  |  |                           |  |  |                        |  |
|                                   |                         | …                   | …                    |  |  |       |  |  |                           |  |  |                        |  |
|                                   |                         | …                   | …                    |  |  |       |  |  |                           |  |  |                        |  |
|                                   |                         | …                   | …                    |  |  |       |  |  |                           |  |  |                        |  |
| Margherita Bossi                  |                         | …                   |                      |  |  |       |  |  |                           |  |  |                        |  |
|                                   |                         | …                   | …                    |  |  |       |  |  |                           |  |  |                        |  |
|                                   |                         | …                   | …                    |  |  |       |  |  |                           |  |  |                        |  |
|                                   |                         | …                   | …                    |  |  |       |  |  |                           |  |  |                        |  |
|                                   |                         | …                   |                      |  |  |       |  |  |                           |  |  |                        |  |